# Жан Есташ
Жан Есташ (фр. Jean Eustache; Песак, 30. новембар 1938 — Париз, 5. новембар 1981) је био француски филмски редитељ. Током своје кратке каријере, снимио је бројне кратке филмове, поред пар веома цењених играних филмова, од којих се први, Мајка и курва, сматра кључним делом француске кинематографије француског новог таласа.

У свом некрологу за Есташа, критичар Серж Дејни је написао:
| „ | У нити пустих 70-их, његови филмови су смењивали један другог, увек непредвиђено, без система, без јаза: филмске реке, кратки филмови, ТВ програми, хиперреална фикција. Сваки филм је отишао до краја свог материјала, од стварне до измишљене туге. Било му је немогуће да иде против тога, да калкулише, да узме у обзир културни успех, немогуће да овај теоретичар завођења заведе публику. | ” |

Џим Џармуш је посветио свој филм Сломљено цвеће из 2005. Есташеу.

## Биографија
Есташ је рођен у Песаку, Жиронда, Француској, у радничкој породици. Релативно мало података постоји о Есташеовом животу пре него што је постао члан филмске групе Cahiers du cinéma касних 1950-их, иако је познато да је углавном био самообразован и да је радио у железничкој служби пре него што је постао филмски стваралац. Информације сугеришу да је мистерија око његове младости била намерна, а извори наводе да је „током свог живота Есташ објавио мало информација о својим раним годинама, што указује да није осећао носталгију за несрећним детињством.“
Иако није био члан француског новог таласа, Есташ је задржао везе са њим, појављујући се као глумац у Викенду Жан-Лика Годара и монтажи Лик Мулеа Авантура Билија Кида.
Након што је постао филмски стваралац, Есташ је одржавао блиске везе са својим пријатељима и рођацима у Песаку. Године 1981. био је делимично имобилисан у саобраћајној несрећи. Убио се из ватреног оружја у свом стану у Паризу, неколико недеља пре свог 43. рођендана.
Есташ је имао сина Бориса Есташеа (р. 1960), који је радио на другом играном филму свог оца и појављује се као глумац у Есташеовом кратком филму Les Photos d'Alix.

## Стваралаштво
Есташ је цитиран како је рекао: „Филмови које сам снимио аутобиографски су онолико колико фикција може бити“. Због неспремности да разговара о свом личном животу, претпоставља се да је његов рад био углавном аутобиографски. Поред својих измишљених кратких филмова и играних филмова, Есташ је снимио бројне документарне филмове, од којих су многи врло лични, укључујући неколико снимљених у његовом родном граду Песаку и дугометражни интервју са његовом баком.
Есташ је режирао две наративне карактеристике. Мајка и курва (La maman et la putain), прва, је 217-минутно размишљање о љубави, односима, мушкарцима и женама. Централна тросмерна љубавна радња филма фокусира се на Александра (Жан-Пјер Лео), његову девојку Мари (Бернадет Лафонт) и медицинску сестру коју упознаје и у коју се заљубљује, Веронику (Франсоаз Лебрен).
Есташеов други играни филм, Моје мале љубави (Mes petites amoureuses, 1974), био је намерно другачији од његовог првенца. Снимљен у боји од стране сниматеља Нестора Алмендроса (за разлику од зрнатог црно-белог филма Мајка и курва), филм такође има знатно мање дијалога и фокусира се на тинејџерске ликове у руралном окружењу. Филм је уврштен на 9. Московски међународни филмски фестивал.
Есташ се појавио као глумац у филму Амерички пријатељ (1977).

### Римејкови и серијски радови
Есташ се дивио документарним квалитетима раних актуалних филмова и често је цитирао браћу Лумијер као утицај. Снимио је два филма о верској паради у Песаку, оба под називом La Rosière de Pessac, 1968. и 1979. године, и два пута је преправио своју кратку Une sale histoire. У вези с тенденцијом преиспитивања у Есташеовом делу, амерички филмски критичар Џонатан Розенбаум је написао: „Опсесивно-компулзивни филмски стваралац и очигледно измучен који је умро од сопствене руке, Есташ је очигледно експериментисао са својим варијацијама, као и са подстрекивањем гледалаца да испитају сопствене реакције на њих“.

## Филмографија

### Дугометражни
- 1966 Le Père Noël a les yeux bleus (47 минута)
- 1968 La Rosière de Pessac (65 минута)
- 1970 Le Cochon (65 минута)
- 1971 Numéro zéro (110 минута)
- 1973 La Maman et la putain (220 минута)
- 1974 Mes petites amoureuses (120 минута)
- 1977 Une sale histoire (50 минута)
- 1979 La Rosière de Pessac (67 минута)

### Краткометражни и остали радови
- 1961 La soirée (незавршен)
- 1963 Les Mauvaises Fréquentations (42 минута), Du côté de Robinson & Bad Company
- 1969 Sur Le dernier des hommes de Murnau (26 минута) (TV movie)
- 1969 A propos de La petite marchande d'allumettes de Jean Renoir (26 минута)
- 1980 Les Photos d'Alix (18 минута)
- 1980 Le Jardin des délices de Jérôme Bosch (34 минута)
- 1980 Offre d'emploi (18 минута)